# Сторожевое (Орловская область)
Сторожевое — деревня в Мценском районе Орловской области России. Входит в состав Аникановского сельского поселения.
В деревне находится монастырь Рождества Пресвятой Богородицы.

## История
В 1797 году был построен Храм Рождества Пресвятой Богородицы капитаном лейб-гвардии Александром Владимировичем Шереметьевым, действительным статским советником на месте бывшего деревянного храма. Имение в селе Сторожевом Мценского уезда было даровано деду Александра Владимировича в 1711 году Петром I за подавление стрелецкого бунта в Астрахани. До этого времени Сторожевое было вотчиной царского стольника Алексея Михайловича Безобразова, который попал в опалу из-за того, что выступил на стороне царевны Софьи против Петра.
В 1917 году советское правительство национализировало монастырь и усадьбу. Разграбление усадьбы Шереметьевых описано  Александром Солженицыным в его эпопее «Красное колесо». 
3 февраля 1977 года решением №63 исполкома Орловского облсовета монастырю был выдан статус памятника регионального значения. 11 октября 1990 года такой же статус получило cелище на территории деревни, а 21 февраля 2003 года - братская могила советских солдат на территории монастырского кладбища.
По информации издания «Орловские новости», в 2023 году недалеко от деревни планируется строительство мусорного полигона. 

## География
Деревня находится в северной части Орловской области, в лесостепной зоне, в пределах центральной части Среднерусской возвышенности, на правом берегу реки Оки, на расстоянии примерно 14 километров (по прямой) к западу от города Мценска, административного центра района. Абсолютная высота — 157 метров над уровнем моря.
Климат характеризуется как умеренно континентальный с умеренно морозной зимой и теплым, иногда жарким летом. Средняя многолетняя температура самого холодного месяца — января, составляет −9,4°С, температура самого теплого +19°С.
Часовой пояс
Деревня Сторожевое, как и вся Орловская область, находится в часовой зоне МСК (московское время). Смещение применяемого времени относительно UTC составляет +3:00.

## Население
| 2010 |
| ---- |
| 13   |

Половой состав
По данным Всероссийской переписи населения 2010 года в гендерной структуре населения мужчины составляли 53,8 %, женщины — соответственно 46,2 %.
Национальный состав
Согласно результатам переписи 2002 года, в национальной структуре населения русские составляли 100 % из 11 чел.